# یرک هاربر (مین)
یرک هاربر(به انگلیسی: York Harbor) شهری در ایالت مین کشور ایالات متحده آمریکا است که جمعیت آن در سرشماری سال ۲۰۱۰ میلادی، ۳٬۰۳۳ نفر بوده‌است.